# Alfeld (Bawaria)
Alfeld – miejscowość i gmina w Niemczech, w kraju związkowym Bawaria, w rejencji Środkowa Frankonia, w regionie Industrieregion Mittelfranken, w powiecie Norymberga, wchodzi w skład wspólnoty administracyjnej Happurg. Leży w Jurze Frankońskiej, około 32 km na wschód od Norymbergi i ok. 20 km na południowy wschód od Lauf an der Pegnitz, przy autostradzie A6 (zjazd 63).

## Demografia
| Rok  | Liczba mieszk. |
| ---- | -------------- |
| 1970 | 1 115          |
| 1987 | 1 059          |
| 2000 | 1 150          |

## Oświata
(na 1999)

W gminie znajduje się 43 miejsc przedszkolnych (41 dzieci) oraz szkoła podstawowa (3 nauczycieli, klasy 1-4, łączone).